# Acalypha hochstetteriana
Acalypha hochstetteriana är en törelväxtart som beskrevs av Johannes Müller Argoviensis. Acalypha hochstetteriana ingår i släktet akalyfor, och familjen törelväxter. Inga underarter finns listade i Catalogue of Life.